# Annequin
 Annequin (westflämisch: Aneken) ist eine französische Gemeinde mit 2147 Einwohnern (Stand 1. Januar 2022) im Département Pas-de-Calais in der Region Hauts-de-France; sie gehört zum Arrondissement Béthune und zum Gemeindeverband Béthune-Bruay, Artois-Lys Romane.

## Geographie
Annequin liegt im dicht besiedelten Nordfranzösischen Kohlerevier zwischen den Städten Béthune, Lens und Lille. Unmittelbar nördlich von Annequin verläuft der Canal d’Aire à La Bassée als Teil des Großschifffahrtsweges Dünkirchen-Schelde. Die Umgebung von Annequin ist überwiegend flach und liegt nur wenige Meter über dem Meeresspiegel; nach Süden steigt das Gelände allmählich an. Den höchsten Punkt im 3,99 km² umfassenden Gemeindegebiet bildet eine 50 m hohe Abraumhalde. Im Norden der Gemeinde sind auf sumpfigem Boden Reste ehemaliger Auwälder zu finden.
Zu Annequin gehören die Ortsteile le Petit Sailly und Rue de Gorre sowie ein Großteil der Bergarbeitersiedlung Cité du N° 9
Nachbargemeinden von Annequin sind Beuvry im Norden, Festubert und Cuinchy im Nordosten, Cambrin im Osten, Noyelles-lès-Vermelles im Südosten, Mazingarbe im Süden sowie Sailly-Labourse im Westen.

## Bevölkerungsentwicklung
| Jahr      | 1962 | 1968 | 1975 | 1982 | 1990 | 1999 | 2011 | 2021 |
| Einwohner | 2225 | 2101 | 1897 | 1912 | 2086 | 2157 | 2389 | 2145 |

Im Jahr 2011 wurde mit 2389 Bewohnern die bisher höchste Einwohnerzahl ermittelt. Die Zahlen basieren auf den Daten von annuaire-mairie.fr und INSEE.

## Sehenswürdigkeiten

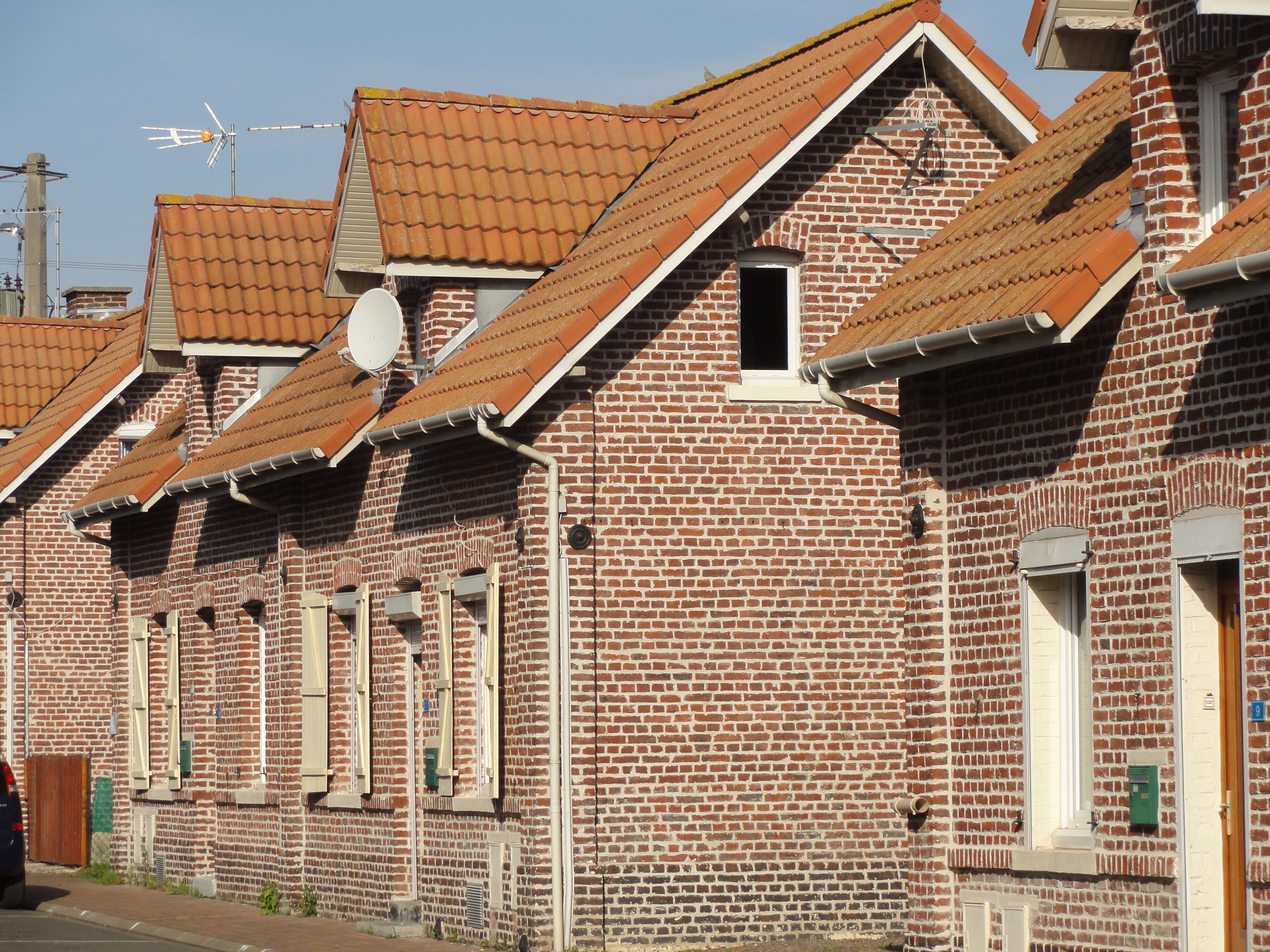
Häuser der Arbeitersiedlung
Cité N° 9

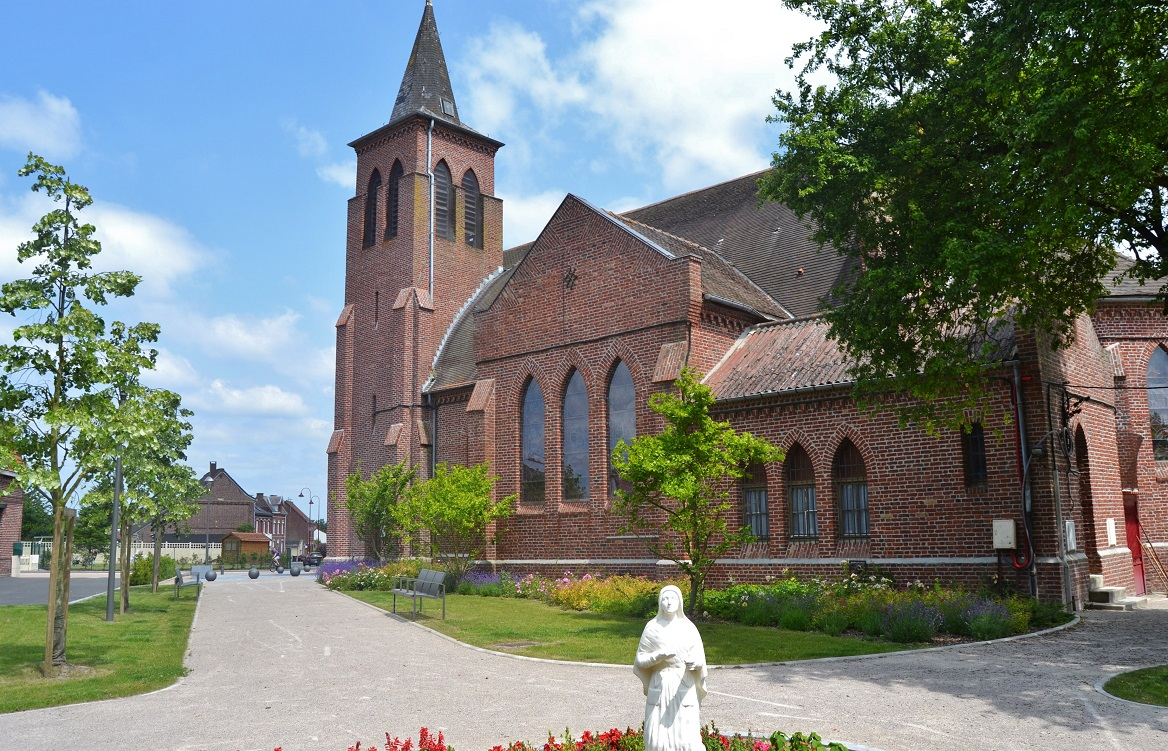
Kirche St. Martin in Annequin

- Bergarbeitersiedlung Cité du N° 9 inklusive Schule und Apotheke, seit 2012 UNESCO-Welterbe.
- Kirche St. Martin aus dem frühen 20. Jahrhundert

## Wirtschaft und Infrastruktur
In der Gemeinde sind 22 Einzelhandelsbetriebe ansässig.
Durch die Gemeinde Annequin führt die Fernstraße D 941 von Béthune nach Douvrin. Acht Kilometer westlich von Annequin besteht ein Anschluss an die Autoroute A 26 von Calais nach Reims. Der zwei Kilometer von Annequin entfernte Bahnhof in Cuinchy liegt an der Bahnstrecke von Lille nach Abbeville (Ligne de Fives à Abbeville).

## Belege
1. ↑  Annequin auf annuaire-mairie.fr
2. ↑  Annequin auf INSEE
3. ↑  Einzelhandelsbetriebe auf annuaire-mairie.fr (französisch)